# Antonín Sucharda (matematik)
Antonín Sucharda (3. října 1854 Mříčná – 20. února 1907 Praha ) byl profesor matematiky na brněnské české technice, rektor v letech 1903–1904.

## Život
Narodil se do rodiny podučitele Antonína Suchardy a jeho ženy Anny, roz. Slavíkové.
Navštěvoval nejprve v letech 1866-69 reálku ve Dvoře Králové, pak vyšší reálku v Kutné Hoře, kterou ukončil v roce 1872 s výborným prospěchem. Léta 1872-75 strávil jako posluchač vodního a silničního stavitelství na českém polytechnickém ústavu v Praze, kde se připravoval na dráhu středoškolského učitele matematiky a deskriptivní geometrie. Současně ve školním roce 1874-75 navštěvoval i matematické přednášky Em. Weyra a F. J. Studničky na pražské univerzitě. Od roku 1875 pracoval pět let jako asistent deskriptivní geometrie na pražské polytechnice u profesora F. Tilšera, kterého ve školním roce 1879-80, když byl F. Tilšer říšským poslancem a většinu času trávil ve Vídni, při přednáškách zastupoval. Během těchto pěti let se také podrobil zkoušce učitelské způsobilosti (1878) a získal aprobaci k vyučování matematiky a deskriptivní geometrie na reálných školách. V roce 1880 přijal místo pomocného učitele na vyšším reálném gymnáziu v Táboře, kde byl roku 1885 jmenován skutečným učitelem a v roce 1888 profesorem. V 80. letech 19. století za podpory různých spolků podnikl studijní cestu do Göttingenu, o prázdninách roku 1890 a 1894 pobýval za účelem studia v Mnichově a v době, kdy už byl profesorem na brněnské technice, si vyžádal dovolenou a odjel do Paříže a Štrasburku (školní rok 1898-99).
Jmenování středoškolským profesorem na gymnáziu následovalo v roce 1890, kdy byl zároveň převeden na reálné gymnázium do Prahy. V dalším roce však byl na vlastní žádost přeložen na jinou pražskou střední školu, a to na reálku v Ječné ulici, kde učil do roku 1900. V Praze byl Antonín Sucharda v centru veškerého českého matematického dění a nic mu nebránilo v dalším rozvoji. Nejprve si řádně doplnil vzdělání; ve 35 letech jako externista složil maturitu na gymnáziu (Sucharda v roce 1889 vykonal maturitu na gymnáziu ve Dvoře Králové) a po osm semestrů (v letech 1891-94) navštěvoval matematické, fyzikální a filozofické přednášky na univerzitě, aby mohl být roku 1893 promován doktorem filozofie.
Roku 1898 se habilitoval na české univerzitě pro „novější geometrii se zřetelem k metodám deskriptivní geometrie“. O dva roky později byla jeho vědecká i učitelská práce oceněna tím, že byl jmenován mimořádným profesorem matematiky na České vysoké škole technické Františka Josefa I. v Brně. Ani na řádnou profesuru nečekal dlouho. Řádným profesorem matematiky byl jmenován v roce 1902. Ve školním roce 1901–02 byl děkanem odboru strojního a elektrotechnického inženýrství a ve školním roce 1903-04 byl rektorem brněnské techniky. Kvůli špatnému zdravotnímu stavu od dubna roku 1904 neučil, v roce 1906 odešel do penze a o rok později zemřel. Pohřben byl na Olšanských hřbitovech.
V roce 1894 ho jmenovala Česká akademie dopisujícím členem, od roku 1900 se stal mimořádným členem Královské české společnosti nauk.
Antonín Sucharda je autorem více než 40 prací věnovaných různým oblastem geometrie (teorie algebraických křivek, kuželosečky, translační plochy, ap.)